# Circulo de Hrara
O circulo de Hrara está localizado na parte norte da província de Safim, na região Marroquina de Marraquexe-Safim. É constituído pelas comunas de Ayir ,Dar Si Aissa, Saadla, El Beddouza, Hrara ,Moul El Bergui. Em 2014 tinha uma população de 111.716.

## Organização administrativa
As comunas (municípios rurais) que constituem este circulo são:
| Comuna         | Área (em km²) | Habitantes (em 2014) | Povoações |
| -------------- | ------------- | -------------------- | --------- |
| Ayir           | 200           | 27.608               | Laakarta  |
| Dar Si Aissa   | 115           | 11.946               |           |
| El Beddouza    | 121           | 14.084               |           |
| Hrara          | 220           | 26.103               | Hrara     |
| Moul El Bergui | 173           | 15.342               |           |
| Saadla         | 152           | 16.633               |           |
| Total          | 981           | 111.716              |           |